# ديك وارويك
ديك وارويك هو لاعب هوكي الجليد كندي، ولد في 25 أبريل 1927 في ريجاينا في كندا، وتوفي في 21 يونيو 2015.